# Pardomima callixantha
Pardomima callixantha là một loài bướm đêm trong họ Crambidae.